# Correio (jornal)
Correio (antigo Correio da Bahia, embora ainda seja chamado assim, eventualmente) é um jornal diário que circula no estado brasileiro da Bahia. O Correio faz parte da Rede Bahia, conglomerado de mídia baiano. No meio digital, o jornal conta com o portal Correio 24 Horas, uma plataforma de acesso gratuito composta por blogues e postagens de colunistas, matérias e reportagens, na mesma linha editorial da versão impressa do jornal. É o jornal líder de audiência na Bahia, atingindo a primeira colocação tanto em acessos digitais quanto em circulação impressa.

## História

Capa da edição de 29 de julho de 2014

O Correio da Bahia foi fundado em 20 de dezembro de 1978 por Antônio Carlos Magalhães, tendo como primeiro editor-chefe Sérgio Tonielo, e começou a circular em 15 de janeiro de 1979. Antes da criação do jornal, ACM havia tentado, junto a outro grupo, comprar o Jornal da Bahia, sem sucesso.
Em 7 de maio de 2000, o jornal passou a circular também nos domingos e estreou os cadernos Repórter, Bazar e Trabalho. Em julho de 2006, o Correio da Bahia mudou de sua antiga sede na Avenida Paralela, indo para o atual endereço na Federação, onde já estavam instalados outros veículos da Rede Bahia. Dois anos depois, em julho de 2008, o jornal estreou uma nova redação multimídia, e 1 mês depois, sofreu reformulações gráficas.
Segundo auditoria do Índice Verificador de Circulação (IVC) divulgada pela Associação Nacional de Jornais (ANJ), no mês de setembro de 2010, o Correio ultrapassou o jornal A Tarde, que ocupava a liderança há décadas. Em 2012, tinha uma média de 62 070 exemplares vendidos, tornando-se o maior jornal da região Nordeste e o 16º maior do Brasil em circulação.
Em 2015, o jornal ganhou o Prêmio OAB de jornalismo na categoria "imprensa escrita" com a reportagem "Onde está meu filho?", sobre o caso Geovane. Em novembro de 2019, o jornal lançou uma série de reportagens sobre os problemas financeiros do metrô, feita em parceria com os jornais O Povo (de Fortaleza) e Jornal do Commercio (de Recife).

## Cadernos
- 24 Horas
- Mais
- Vida
- Bazar
- Guia
- Esporte
- Saúde
- Autos
- Classificados AcheAqui
- AcheAqui Empregos

## Prêmios
Prêmio Vladimir Herzog
Menção Honrosa do Prêmio Vladimir Herzog por Internet
| Ano  | Obra                       | Veículo de mídia      | Autor                                  | Resultado |
| ---- | -------------------------- | --------------------- | -------------------------------------- | --------- |
| 2016 | "O Silêncio das Inocentes" | Correio – Salvador/BA | Juan Torres (Juan José Torres Gilardi) | Venceu    |

Outros
- 2008: Venceu o Prêmio AMB de Jornalismo com as reportagens sobre a Operação Jânus, dos jornalistas Flávio Costa e Marcelo Brandão.[16]
- 2009: Venceu o Prêmio Imprensa Embratel na categoria "fotografia" com a imagem "Ladrão em Fuga", de Adenilson Nunes.[17]
- 2011: Venceu o Prêmio Dom Helder Câmara de Imprensa, da CNBB, com a série de reportagens "Além do Hábito", sobre a vida da então beata Irmã Dulce, feita pelos jornalistas Alexandre Lyrio, Jorge Gauthier e Victor Uchôa.[18]
- 2020: Venceu o The Most Engaging Stories of 2019 (As Histórias Mais Envolventes de 2019) do estudo da ChartBeat, concedido as jornalistas Fernanda Varela e Naiana Ribeiro.[19]